# Приятного аппетита
«Приятного аппетита» (исп. Bon Appetit) — романтическая мелодрама режиссёра Дэвида Пиниллоса, снятая в 2010 году. История построена на истории любви начинающего шеф-повара престижного ресторана в Цюрихе к коллеге, которая влюблена в другого.

## Сюжет
Действие фильма происходит в Цюрихе. В один из престижных ресторанов на стажировку приезжает молодой повар Даниэль. Он невероятно амбициозен, имеет истинный талант красиво и вкусно готовить, благодаря чему быстро идёт вверх по карьерной лестнице. В этом же ресторане работает Ханна — на должности сомелье. Однажды она поцеловала Даниэля… однако она любит Томаса, хозяина ресторана.

## В ролях
- Унакс Угальде — Даниэль
- Нора Чирнер — Ханна
- Херберт Науп — Томас
- Джулио Беррути — Хьюго
- Сюзанна Абайтуа — Сара
- Ксения Тостадо — Ева
- Элена Эрурето — мать Даниэля

## Награды
- 2010 — Фестиваль испанского кино в Малаге:
  - Унакс Угальде получил премию в номинации «Лучшая мужская роль»
  - премия «Лучший сюжет»;
  - специальный приз жюри «Лучший фильм».
- 2010 — Дэвид Пиниллос получил премию Гойя в номинации «Лучший режиссёр».